# Zdzisław Hempel
Zdzisław Hempel (ur. 4 września 1908 w Wałowicach, zm. 4 września 1939 w Kasinie Wielkiej) – porucznik kawalerii Wojska Polskiego, kawaler Orderu Virtuti Militari.

## Życiorys
Urodził się 4 września 1908, w rodzinie Antoniego (1865–1923) i Haliny z Krajewskich (1882–1978). Miał siostry Teresę (1909–2004) i Halinę (1910–1993), po mężu Czarnocką. Był właścicielem rodzinnej wsi Wałowice.
Od 25 lipca 1928 do 23 kwietnia 1929 był uczniem Szkoły Podchorążych Rezerwy Kawalerii w Grudziądzu. Praktykę odbył w 24 pułku ułanów. Na stopień podporucznika został mianowany ze starszeństwem z 1 stycznia 1933 i 34. lokatą, natomiast na stopnień porucznika ze starszeństwem z 1 stycznia 1937 i 47. lokatą w korpusie oficerów rezerwy kawalerii.
W czasie kampanii wrześniowej walczył w szeregach macierzystego 24 puł. na stanowisku dowódcy I plutonu w 1. szwadronie. Poległ w walkach 4 września 1939 w Kasinie Wielkiej. Został pochowany w kwaterze wojennej żołnierzy Wojska Polskiego w Kasinie Wielkiej wraz z czterema innymi żołnierzami poległymi tamże. Pośmiertnie został mianowany rotmistrzem.
Jego żoną była Ilona z domu Lozińska (1913–1992), z którą miał córkę Julittę (1936).
Zdzisław Hempel został upamiętniony tablicą pamiątkową w kościele w Świeciechowie w rodzinnych stronach.

## Ordery i odznaczenia
- Krzyż Srebrny Orderu Virtuti Militari – pośmiertnie nr 12152[6][5]